# Onychoprion
Onychoprion és un gènere d'ocells de la família dels làrids (Laridae).

## Distribució
Tres de les quatre espècies són tropicals, i una té un rang de reproducció subpolar. El xatrac fosc (Onychoprion fuscatus) té una distribució pantropical; el xatrac embridat (O. anaethetus) també es reprodueix a través de l'Atlàntic tropical i l'Oceà Índic, però al Pacífic central és reemplaçat pel xatrac de Peale (O. lunatus). El xatrac de les Aleutianes (O. aleuticus) es reprodueix al voltant d'Alaska i Sibèria, però hiverna als tròpics al voltant del sud-est asiàtic.

## Etimologia
El nom del gènere prové del grec antic «onux», “urpa” o “ungla”, i «prion», “serra”.

## Taxonomia
Tot i que el gènere va ser descrit per primera vegada el 1832 per Johann Georg Wagler, les quatre espècies del gènere es van conservar fins al 2005 en el gènere més gran Sterna, el gènere que conté la majoria de xatracs.
Segons la Classificació del Congrés Ornitològic Internacional (versió 14.2, 2024) aquest gènere està format per 4 espècies:
- Onychoprion fuscatus - Xatrac fosc.
- Onychoprion lunatus - Xatrac de Peale.
- Onychoprion anaethetus - Xatrac embridat.
- Onychoprion aleuticus - Xatrac de les Aleutianes.